# Wzniesienie się balonu w obecności Karola IV i jego dworu

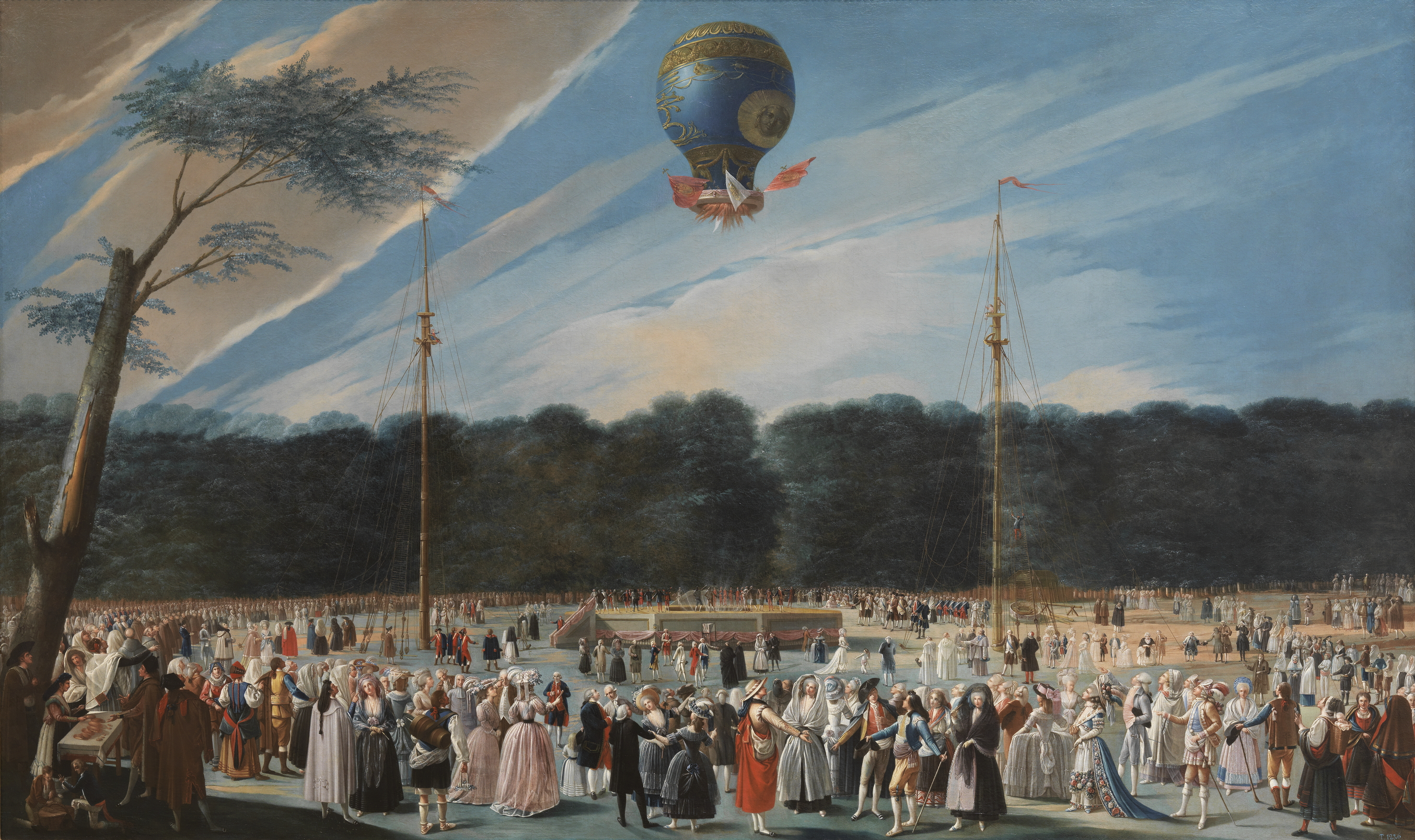
Wzniesienie się balonu Montgolfierów w ogrodach Aranjuezu, Antonio Carnicero, ok. 1784, Prado

Wzniesienie się balonu w obecności Karola IV i jego dworu (hiszp. Elevación de un globo ante la corte de Carlos IV) – obraz olejny hiszpańskiego malarza Antonia Carnicera. Należy do kolekcji Muzeum Sztuk Pięknych w Bilbao.

## Opis obrazu
Obraz przedstawia prawdopodobnie eksperyment Francuza Pilâtre’a de Roziera z balonem aerostatycznym, który miał miejsce w 1783 roku w okolicy królewskiej rezydencji w Eskurialu. Wzniesienie balonu z Rozierem na pokładzie odbyło się w obecności książąt Asturii, przyszłego króla Karola IV i królowej Marii Ludwiki Burbon-Parmeńskiej. Balon ozdobiony jest wizerunkiem Sławy – kobiecej postaci dmącej w długą trąbkę. Po prawej stronie kompozycji widać księcia obserwującego lot na stojąco, podczas gdy księżna i jej damy dworu siedzą na krzesłach ustawionych na dywanie, chroniąc się przed słońcem pod parasolką. W otaczającym platformę tłumie można wyróżnić różne typy społeczne, m.in.: majos i majas (młodych mężczyzn i kobiety z niższych sfer, wyróżniających się kolorowym, krzykliwym strojem według określonej mody), ulicznych sprzedawców, nosicieli wody i żebraków.
W Muzeum Prado znajduje się podobny obraz Carnicera przedstawiający próbę Francuza Jeana Bouclé (lub Charlesa Bouché), która miała miejsce 5 czerwca 1784 w ogrodach Pałacu Królewskiego w Aranjuez, w ostatnich latach panowania Karola III.

## Proweniencja
Obraz trafił do Muzeum Sztuk Pięknych w Bilbao z prywatnej kolekcji baskijskiego filantropa Laureana de Jady w 1927 roku.